# Chrysso nigriceps
Chrysso nigriceps là một loài nhện trong họ Theridiidae.
Loài này thuộc chi Chrysso. Chrysso nigriceps được Eugen von Keyserling miêu tả năm 1884.